# 刺猬索尼克4 第一章
《刺猬索尼克4 第一章》是一款由Dimps制作、世嘉发行的平台游戏。本游戏于2010年在iOS、PlayStation Network、WiiWare和Xbox Live Arcade发行。
本游戏是一款2D横向卷轴类游戏。
《刺猬索尼克4 第一章》收到普遍正面评价。GameRankings和Metacritic分别给予Wii版本75.42%和81/100的分数。